# Polystigma haraeanum
Polystigma haraeanum är en svampart som beskrevs av Sacc. 1912. Polystigma haraeanum ingår i släktet Polystigma och familjen Phyllachoraceae.   Inga underarter finns listade i Catalogue of Life.